# かなざわアニメソングフェス
かなざわアニメソングフェス（英: Kanazawa Anisong Fes）は、石川県金沢市にて2016年より開催されているアニメソングのコンサート。正式名称は西暦年号が入り「かなざわアニメソングフェス20XX」となる。

## 2016年
- 開催日：2016年3月19日[1]
- 主催：テレビ金沢
- 制作：サウンドソニック
- 後援：代々木アニメーション学院
- 協力：LIVE DAM STADIUM

## 2017年
- 開催日：2017年2月26日[2]
- 主催：テレビ金沢
- 後援：北國新聞社
- 協賛：ゲオアニ、Smart Labo

## 2018年
- 開催日：2018年3月10日
- 主催：テレビ金沢
- 後援：北國新聞社

## 2019年「ANISEN」
2019年はアニメソングと温泉のコラボレーションをコンセプトとして、小松市の粟津温泉にて開催。
- 正式タイトル：アニソン温泉 in のとや ANISONG×ONSEN「ANISEN」
- 開催日：2019年5月11日
- 会場：旅亭懐石のとや 花の棟1階ホール
- 主催：旅亭懐石のとや
- 特別協力：テレビ金沢
- 後援：北國新聞社

## 2021年「ANIKAN」
- 正式タイトル：ANIKAN-かなざわアニメソングフェス2021-
- 開催日：2021年1月24日
- 会場：北國新聞赤羽ホール
- 主催：北國芸術振興財団
- 共催：北國新聞社、石川県芸術文化協会
- 特別協力：テレビ金沢
- 協賛：ウイルフラップ（しごとの窓口）

出演者
- 亜咲花
- AKINO with bless4
- 彩音
- 飯田里穂

セットリスト
1. SHINY DAYS / 亜咲花
2. Seize The Day / 亜咲花
3. I believe what you said / 亜咲花
4. Edelweiss / 亜咲花
5. コンプレックス・イマージュ / 彩音
6. フラストレーション / 彩音
7. 嘆きノ森 / 彩音
8. 神様のシンドローム / 彩音
9. いつか世界が変わるまで / 飯田里穂
10. Special days / 飯田里穂
11. One Wish / 飯田里穂
12. Amazing my love / 飯田里穂
13. KISS! KISS! KISS! / 飯田里穂
14. 君の神話～アクエリオン第二章～ / AKINO with bless4
15. エクストラ・マジック・アワー / AKINO with bless4
16. 紅蓮華 / AKINO with bless4
17. Let's Have A PARTY♪ / AKINO with bless4
18. 創聖のアクエリオン / AKINO with bless4